# Jüri Jaanson
Jüri Jaanson (Tartu, URSS, 14 de octubre de 1965) es un deportista estonio que compitió en remo; campeón mundial y campeón europeo.

## Trayectoria
Participó en seis Juegos Olímpicos de Verano, obteniendo dos medallas, plata en Atenas 2004 (scull individual) y plata en Pekín 2008 (doble scull), el octavo lugar en Seúl 1988, el quinto en Barcelona 1992 y el sexto en Sídney 2000, en el scull individual.
Ganó cinco medallas en el Campeonato Mundial de Remo entre los años 1989 y 2007, y una medalla de oro en el Campeonato Europeo de Remo de 2008.
Fue el abanderado de Estonia en la ceremonia de apertura de los Juegos de Atlanta 1996 y de Atenas 2004. Fue nombrado «Atleta del año» en su país en 1990, 1995 y 2004. En 2011 recibió la Medalla Thomas Keller de la FISA.
Se retiró de la competición en 2010, a la edad de 45 años. Estudió Economía en la Universidad de Tartu, graduándose en 2015. En 2011 se adhirió al Partido Reformista y ejerció de diputado en el Parlamento de Estonia en las XII, XIII y XIV legislaturas.

## Palmarés internacional
| Representando a la URSS |                      |                   |                  |
| Campeonato Mundial      |                      |                   |                  |
| Año                     | Lugar                | Medalla           | Prueba           |
| 1989                    | Bled (Yugoslavia)    | Medalla de bronce | Scull individual |
| 1990                    | Tasmania (Australia) | Medalla de oro    | Scull individual |
| Representando a Estonia |                      |                   |                  |
| Juegos Olímpicos        |                      |                   |                  |
| Año                     | Lugar                | Medalla           | Prueba           |
| 2004                    | Atenas (Grecia)      | Medalla de plata  | Scull individual |
| 2008                    | Pekín (China)        | Medalla de plata  | Doble scull      |
| Campeonato Mundial      |                      |                   |                  |
| Año                     | Lugar                | Medalla           | Prueba           |
| 1995                    | Tampere (Finlandia)  | Medalla de plata  | Scull individual |
| 2005                    | Kaizu (Japón)        | Medalla de bronce | Cuatro scull     |
| 2007                    | Múnich (Alemania)    | Medalla de bronce | Doble scull      |
| Campeonato Europeo      |                      |                   |                  |
| Año                     | Lugar                | Medalla           | Prueba           |
| 2008                    | Maratón (Grecia)     | Medalla de oro    | Cuatro scull     |